# Guasha

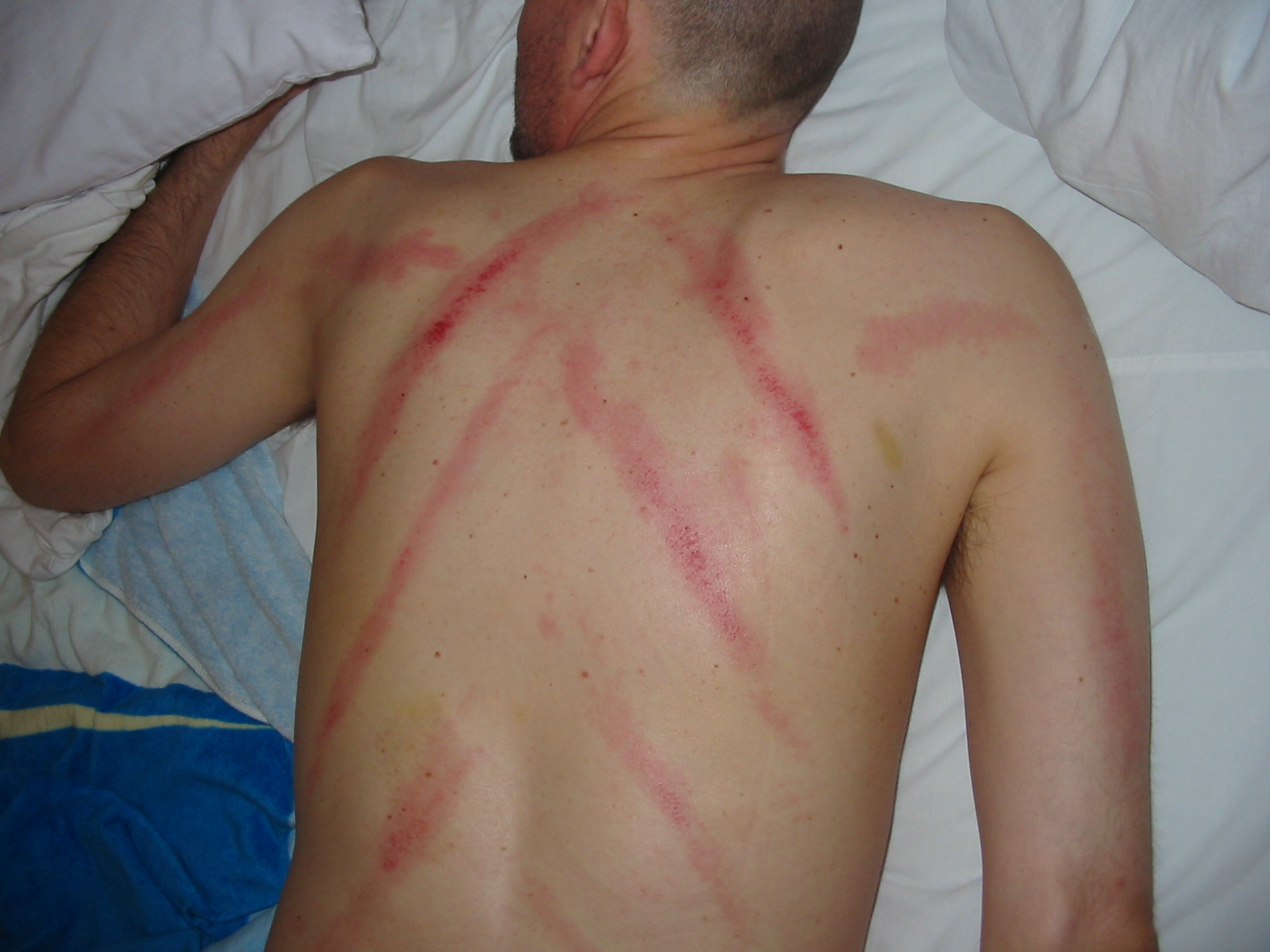
Patiënt na de behandeling

Gua Sha (刮痧), letterlijk "schrapen" van "ziekten door gestagneerde energie", is een oude medische behandeling die nog steeds beoefend wordt in de Traditionele Chinese geneeskunde. Ook wordt het door Chinezen als een volkstherapie gebruikt, als preventieve of curatieve behandeling. De werking van Gua Sha is echter nooit wetenschappelijk bewezen. Gua Sha is daarom een alternatieve geneeswijze.

## De Gua Sha techniek
Gua Sha bestaat uit het schrapen van de huid met een gepolijste jadesteen (een bao yü) of de hoorn van een waterbuffel. De gladde kant wordt stevig op de geoliede huid geplaatst en in één richting langs de spieren of langs de acupunctuurmeridianen bewogen, in streken van ca. 15 cm lang. Dit stevig schrapen veroorzaakt uitstroming van bloed vanuit perifere haarvaten (petechiën) en kan onderhuidse bloeduitstortingen veroorzaken, die meestal na 2 tot 4 dagen verdwijnen. De kleur varieert naargelang de stagnatie van het bloed van de patiënt (die gecorreleerd kan zijn met de aard van de ziekte) van donkerblauw/zwart tot lichtroze, meestal een roodtint. Hoewel de vlekken er pijnlijk uitzien zijn ze het niet. Patiënten voelen gewoonlijk een onmiddellijke verandering en vooruitgang.

## Indicaties
Gua Sha technieken worden gebruikt in de behandeling van honderden symptomen, waaronder:
- Letsels aan spieren en pezen
- RSI, whiplash, tennisarm
- Slechte circulatie
- Fibromyalgie
- Hoofdpijn
- Koorts
- Vermoeidheid veroorzaakt door hitte (zonnesteek) of koude
- Hoest en kortademigheid: bronchitis, astma, emfyseem
- Stijfheid en pijn
- Spijsverteringsklachten
- Ziekten aan urinewegen
- Reacties van voedselvergifteging